# Кануль
Канульське царство — маянська держава на південних низинах (півострів Юкатан), що утворилася на початку I століття до н. е.. Інші її назви Зміїне царство або Держава Зміїної голови (знаком володарів була змія), Каан. Тривалий час було одним з могутніших царств. У часи розквіту охоплювало землі від Йокіба (П'єдрас-Неграс) на заході до Са'аля (Наранхо) і К'анту (Караколь) на сході і Як-К'ана (Канкуен) на півдні, це сьогоднішні південні території штатів Кампече та Кінтана-Роо (Мексика) та північ департаменту Петен (Гватемала). До того ж невідомо, як далеко на північ Юкатана простягався вплив цієї держави. Після поразок від Мутульського царства наприкінці VII та на початку VIII ст. могутня імперія розпалася. Остаточна загибель відбулася на початку X століття н. е.

## Заснування
Замало відомо стосовно початкового етапу виникнення і становлення Канульської держави. Разом з тим дослідження археологів та вивчення написів на кераміці (так званні посуд стиля кодексу) свідчать про те, що династія володарів Кануля була однією з найдавніших серед майських правителів.
Представники династії пов'язували своє походження з місцевістю «Горбів Агави», яку вважали своєю прабатьківщиною також династії Мутульського царства, Па'чана (Яшчилан) і перша династія Шукуупа (Копана). Ієрогліфічні тексти з різних міст свідчать про те, що «Пагорби Агави» — це назва конкретної і реальної місцевості, міста, що процвітало в докласичний період. На думку дослідників, він розташовувався в північному Петені або південному Кампече — регіоні докласичного періоду мая. Походження династії Каан було в місті Ц'ібанче, спочатку відомому під топонімом Каану'л, Найдавніші історичні та епіграфічні спогади про династію Каанул та її герб-гліф знайдені на ієрогліфічних сходах Храму Полонених або Храму 13 Цибанче.
У цей ранній період, за гіпотезами, Кануль являло собою невеличке поселення, під контролем якого знаходилася незначна територія. Про події з I ст. до н. е. до V ст. практично нічого невідомо. З огляду на подальші події, в цей час відбувалося поступове політичне, військове і економічне посилення держави.
У V—VI століттях резиденції царів розташовувалася на території сучасного мексиканського штату Кінтана-Роо. Більшість вчених вважають, що столицею Кануля в цей час було городище Ц'ібанче. Тоді правив Сіях-Чан-Ба'лам, про якого зовсім нічого невідомо, окрім того, що він був попередником Юкноом-Ч'еєна I царював десь наприкінці V — початку VI століття. Це найбільш ранній відомий канульський правитель, історичність якого не викликає сумнівів.
З цього правителя почалося поступово піднесення Кануля, вже у V ст. царі Кануля поклали край домінуванню царів Ошпемуля в регіоні Хуште'туун, поступово перетворюючись на нового гегемона.

## Боротьба з Мутульським царством
У VI і початку VII ст канульські правителі розгорнули активну зовнішньополітичну діяльність, підпорядкувавши своїй владі багато царств південних низовин. За часів наступника Юкноом-Ч'еєна I — Туун-К'аб-Хіша (Кам'яна Рука Ягуара) — 520 року Кануль вступив у союз з царством Сак-Нікте (укладено династичний шлюб), що поступово призводить до конфлікту з Мутульським царством, яке контролювала східну частину південних низовин. Туун-К'аб-Хіш воював проти союзного Мутулю царства Хушбахті (Ріо-Асуль), розташованого в 106 км на південь від Ц'ібанче. Прямих свідчень про цю війну в написах немає, але археологічні дані свідчать про те, що в VI столітті Ріо-Асуль зазнав жорстокого розгрому. Землі Хушбахті були розподілені між Канулєм та його васалами, насамперед Б'ууком зі столицею в поселенні Лос-Алакранес. За підрахунками вчених сталося це близько 530 року.

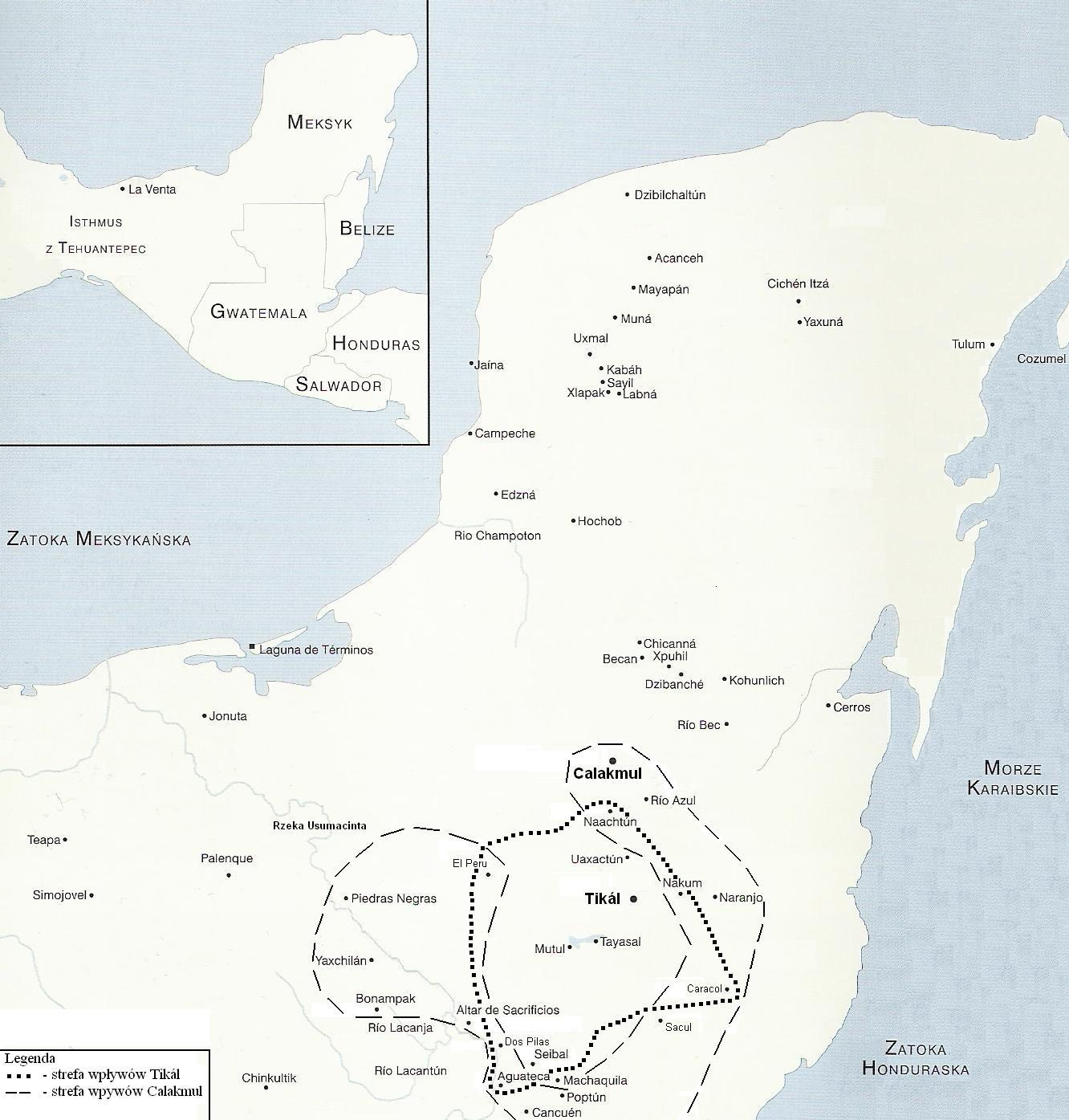
Протистояння Канульського у Мутульського царство у 526—680 роках

У 520-х роках Туун-К'аб-Хіш уклав союз з могутньою державою Йокіба, що контролювала область верхньої частини долини річки Усумасінти. Проте це призвело у середині 630-х років до війни з царством Па'чан, що було ворогом Йокіби. Ця війна тривала до 640-х років з перемінним успіхом.
Відомо, що в середині 540-х років царство Са'аль визнавало зверхність Туун-К'аб-Хіша. Ймовірно в цей же час було підкорено царство К'анту. Наприкінці свого правління Туун-К'аб-Хіш мав навколо Кануля одних васалів. У 550-х роках володарював К'ахк’-Ті’-Ч'іч’-Ах-Моокіль, проте про нього замало відомостей, окрім того, що вже носив титул калоомте (на кшталт імператора) на відміну від колишнього титулу канульських царів — ахав.
За наступного володаря — Ут-Чаналя царство стикнулося з намаганням Мутуля розширити свій вплив за рахунок Кануля. У 553 держава К'анту визнала зверхність Мутуля, 560 року війська останнього знищили державу Йокіба, союзника Кануля. У результаті канульські війська рушили проти ворога. Вирішальна битва відбувалася в день 9.6.8.4.2, 7 Ік'0 Сіп (1 травня 562 года), де Ут-Чаналь здобув цілковиту перемогу, захопив мутульського царя Вак-Чан-К'авііля і приніс того у жертву (за іншою версією той загинув у битві).

### Розквіт
Внаслідок перемоги місце Мутуля як домінуючої сили в низовинах зайняв Кануль, гегемонія якого тривала до кінця VII ст. Канульські правителі поширили свій вплив на більшу територію, ніж мутульські царі. Ут-Чаналь згадується на монументі в північному місті Йо'окопе, розташованому в центральній частині сучасного штату Кінтана-Роо, а також на стелі 3 з Поль-Боша. Головною опорою Кануля на півдні після війни 562 року стало К'анту.
Закріпив сильні позиції Кануля наступний цар — Яш-Йо'паат, що правив наприкінці 560-х— на початку 570-х років. На думку низки дослідників наступний цар Ук'ай-Кан (Пісня Змія) переніс столицю з Чіікнааб, втім, це достеменно не підтверджено. Втім, він є першим канульським володарем, який згадується в написах з Калакмуля. Наприкінці VI ст. пріоритетним в політиці Ук'ай-Кана став західний напрямок: 599 року сплюндровано Лакамхі (давня назва міста в центрі Паленке), що підкорялося Баакульському царству. Втім, війни з останнім продовжилися: 603—606 року Кануль завдав нової поразки Баакулю. 609 року зазнали поразок васали Кануля — Вабе і Шукальнах. У відповідь Ук'ай-Кан 611 року рушив проти Баакуля, завдавши тому відчутної поразки.

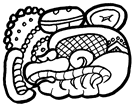
Емблема Чіінааба (Калакмуля)

При сині Ук'ай-Кана — Йукноом-Ті'-Чані — війну проти Баакуля було завершено: 612 року вбито царя Ахен-Йо'ль-Мата й посаджено як васала Муваан-Мата. Втім, у 610-620-х роках за володарювання Тахоом-Ук'аб-К'ак'и всередині держави розпочалася боротьба за владу, що негативно відобразилося на становищі Кануля в регіоні. Баакуль скинув владу Кануял й перейшов на бік ворогів останнього. Теж саме зробило царство Сакц'і. 626 року між канульськими васалами К'анту' і Са'алєм розпочалася війна. Канульський цар підтримав першого, проте лише наступному цареві Юкноом-…лю 631 року вдалося приборкати Са'аль, втім, 636 року ще довелося придушувати його повстання. Водночас остаточно столичний статус закріплюється за містом Чіінааб.
Тоді Кануль знову стикнувся із спробами Мутуля відновити свій вплив на землях сучасного Петена. Цар Юкноом-Ч'еєн II 643 року атакував Південне Мутульське царство (Дос-Пілас), у результаті чого правитель останнього Баахлах-Чан-К'авііль визнав зверхність канульського володаря. Після перемоги над Дос-Пілас Юкноом-Ч'еєн II встановив контроль над розташованим на південний схід від нього Як-К'аном (Канкуеном). 657 року канульський цар розвинув досягнутий успіх і перейшов до активних дій проти самого Мутуля. У день 9.11.4.5.14, 6 Іш 2 Каябо (15 січня 657 року) він напав на Яшмутуль, змусивши владику Нуун-Ухоль-Чаахка бігти зі своєї столиці. Але встановити повний контроль над Мутульським царством не вдалося, тому між 657—662 роками було уклали мирну угоду, за якою Нуун-Ухоль-Чаахк продовжив правити в Мутулі в обмін на визнання васальної залежності від Канульського царства.
У 650-х роках васали Кануля — Йокіба та Шукальнах — вступили у війні з царствами Сакц'і та Баакуль відповідно. 659 року Баакуль завдав поразку васалам Кануля — Вабе, Пакбуль-Піпа і Хінах. У 659—662 роках канульським військам вдалося частково відновити контроль над цими царствами. З середини 660-х років Юкноом-Ч'еєн II зосередив основну увагу на центральних низовинах. Тут вдалося змусити визнати свою зверхність царство Вакка. У 670-х рокам тривали нові запеклі війни з Мутульським царством, які завершилися 679 року цілковитою перемогою Кануля. У 680—682 роках довелося придушувати нове повстання Са'аля.
На момент смерті Юкноом-Ч'еєна II Канульське царство остаточно перетворилося на панівну силою у світі мая. Політичне об'єднання, очолюване царями Кануля, простягалося від Центрального Кінтана-Роо на півночі до верхньої течії річки Пасьон на півдні та від Гріхальви на заході до Карибського моря на сході, хоча його ядром були південь Кінтана-Роо, Північний і Західний Петен, Беліз і Петешбатун. На чолі цього об'єднання стояв верховний цар з титулом «калоомте», нижче йшли васальні царі «ахави» і царі третього рангу. Залежні царства зберігали значну самостійність і були зобов'язані сюзерену, насамперед, військовою допомогою. Калоомте очолювали об'єднану армію. Ступінь інтеграції васальних царств в об'єднання також була різною і залежала від територіальної близькості до Кануля. Підлеглі царства зберігали власні спадкові династії, але їх правителі повинні були затверджуватися при владі канульським володарем.

## Ослаблення
За володарювання Юкноом-Їч'аак-К'ака Канульское царство почало втрачати свої позиції. 693 року почалася нова війна з Мутульським царством, яке відновило свої сили. У цих умовах васал Кануля — Південне Мутульське царство — відмовилося брати військову участь проти Мутуля. 8 серпня 695 року відбулася вирішальна битва між військами Мутуля і Кануля, де останнє зазнало нищівної поразки.
З цього моменту царство втратило землі у Петені, проте зберігло контроль над Дос-Піласом, Вакка, Сан-Нікте. Але спроба царя Юкноом-Ток'-К'авііля у 733—736 роках відновити колишню могутність завершилося поразкою від мутульських військ. Це призвело до зміни правлячої династії — «емблемний ієрогліф» було змінено: зі змії на кажана.

## Занепад
Пізня історія Канульського царства відома дуже погано. Цар Вамаав-К'авііль намагався втручатися у конфлікт між Цу' (Кіріґуа) та Шукуупом (Копан), але без особливого успіху. У 743—744 роках поразки від Мутуля зазнали канульські васали Вакка і Са'аль.
Упродовж володарювання Яш-Чіт…Наах-Каана та Б'олон-К'авіля (750-770-ті роки) Канульське царство ще більше ослабилося, практично усі васали скинули його зверхність, проводили незалежну зовнішню політику. У 810-820-ті роки центральна влада остаточно занепала, оскільки в Калакмулі не було зазначено таку ключову для мая подію, як закінчення бак'туна 10.0.0.0.0 830 року.
Останні згадки про діяльність канульських володарів відносяться до царів Чан-Пет 849 року та Ах-Тоок 909 року. Про часи остаточного зникнення держави нічого невідомо.